# Альзон (Гар)
Альзо́н (фр. Alzon, окс. Alzon) — коммуна во Франции, находится в регионе Лангедок — Руссильон. Департамент коммуны — Гар. Административный центр кантона Альзон.

## География

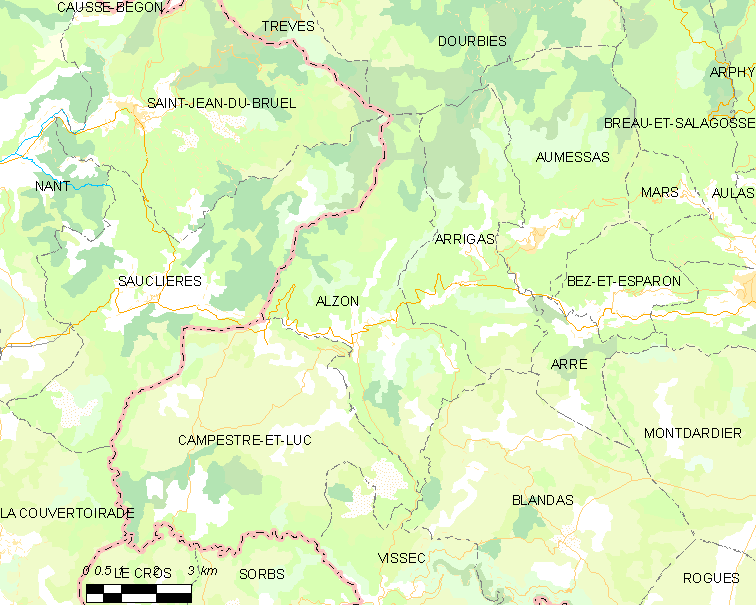
Карта

Деревня находится в южной части национального парка Севенны, к северу от долины реки Вис. Альзон на геоиде является антиподом города Вайтанги, главной деревни архипелага Чатем. С 1980-х годов происходит культурный обмен между этими двумя деревнями.

## История
Альзон (докельтское alz — «ольха, болото») было названием реки, которая сегодня называется Вис. В конце XVII века поместье Альзон приобретает семья Доде (фр. Daudé), живущая в Ле-Вигане, но происходящая из Сент-Андре-де-Мажанкуль. Наследники Жака Доде (фр. Jacques  Daudé), владевшего Ла-Косте и Альзоном, с учётом их земель, были возведены в виконты королём Людовиком XV за услуги, оказанные Короне. Они восстановили шато в этой деревне. Владелец Альзона затем продал деревню в 1766 году семье Фавентинов (фр. Faventines).

## Население
| 1793 | 1800 | 1806 | 1821 | 1831 | 1836 | 1841 | 1846 | 1851 | 1856 | 1861 | 1866 | 1872 | 1876 | 1881 | 1886 | 1891 | 1896 |
| ---- | ---- | ---- | ---- | ---- | ---- | ---- | ---- | ---- | ---- | ---- | ---- | ---- | ---- | ---- | ---- | ---- | ---- |
| 800  | 832  | 1028 | 999  | 1075 | 1055 | 1093 | 1065 | 1002 | 952  | 942  | 972  | 882  | 838  | 916  | 1746 | 1031 | 744  |

| 1901 | 1906 | 1911 | 1921 | 1926 | 1931 | 1936 | 1946 | 1954 | 1962 | 1968 | 1975 | 1982 | 1990 | 1999 | 2008 |
| ---- | ---- | ---- | ---- | ---- | ---- | ---- | ---- | ---- | ---- | ---- | ---- | ---- | ---- | ---- | ---- |
| 683  | 665  | 623  | 517  | 508  | 518  | 457  | 383  | 339  | 358  | 280  | 237  | 201  | 183  | 211  | 223  |

## Фотогалерея

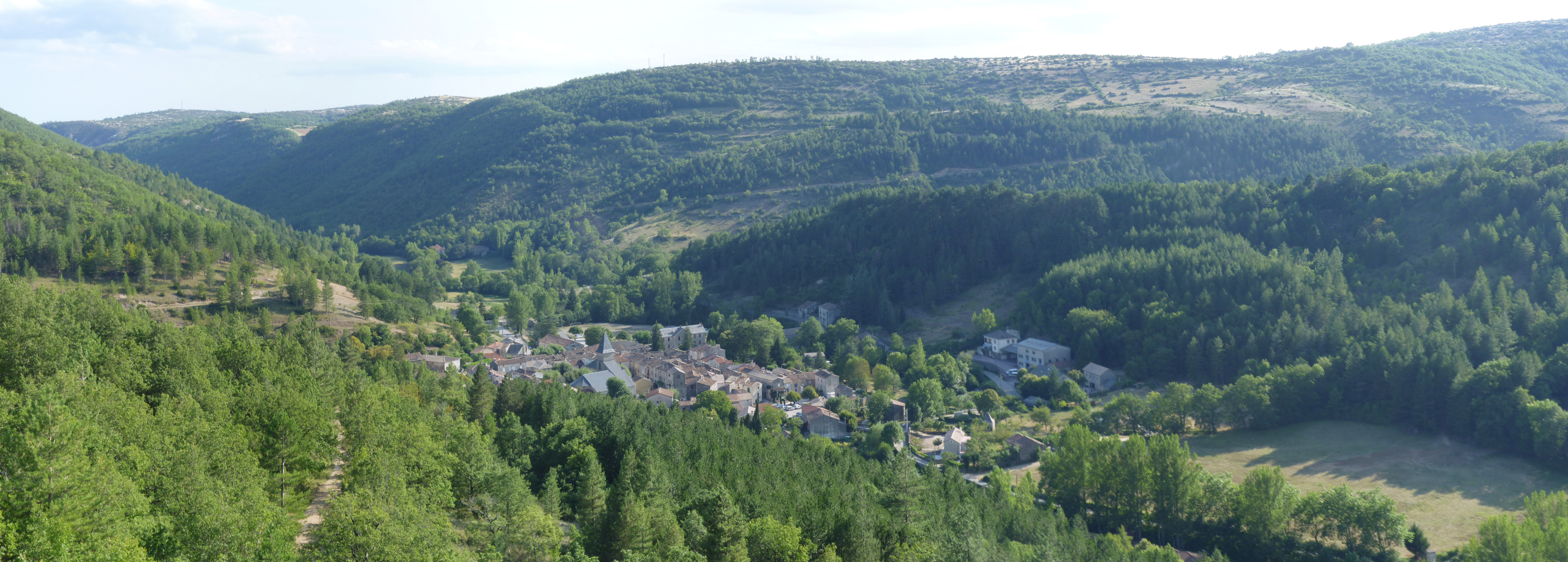
Деревня Альзон
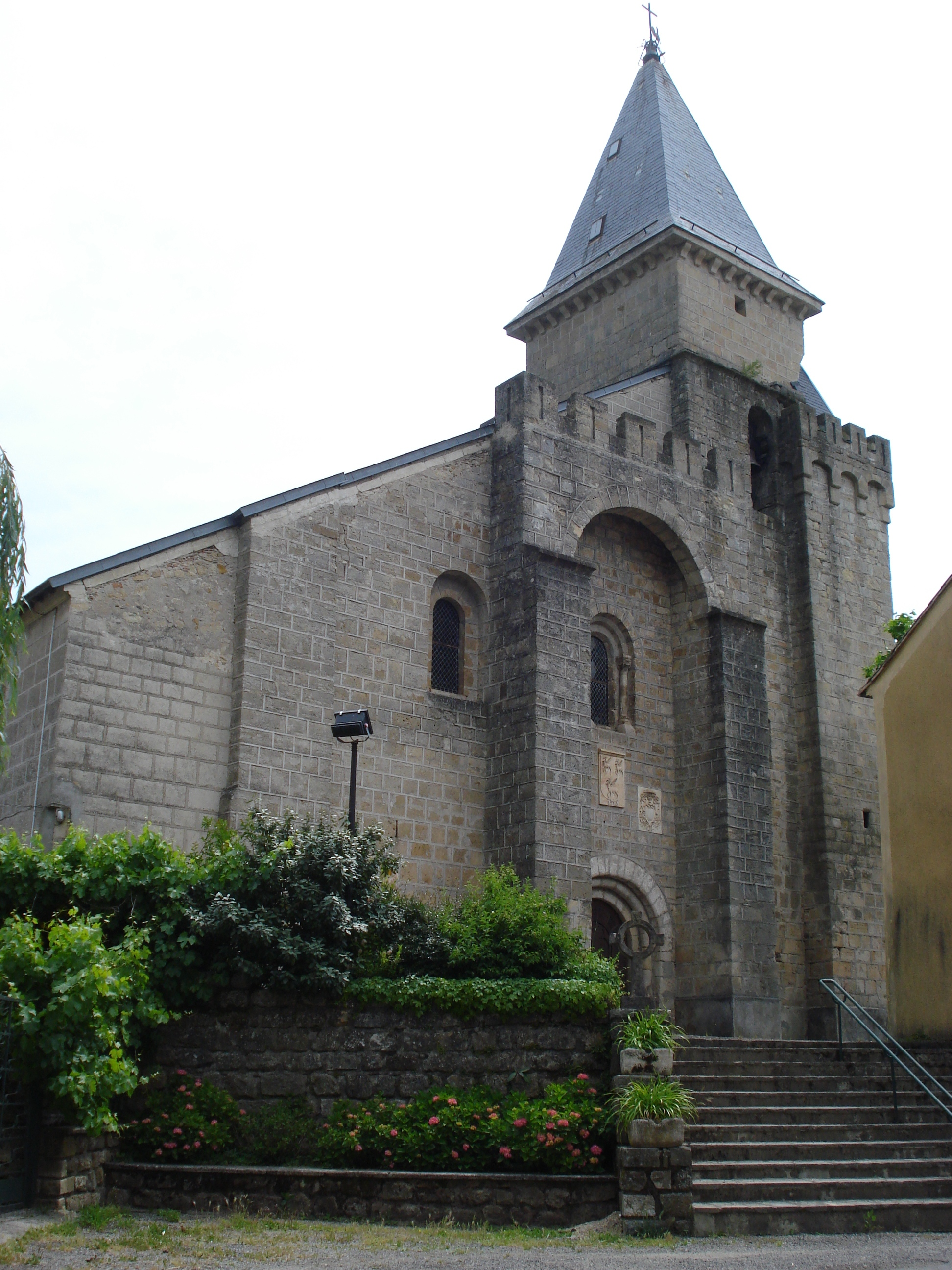
Церковь в Альзоне
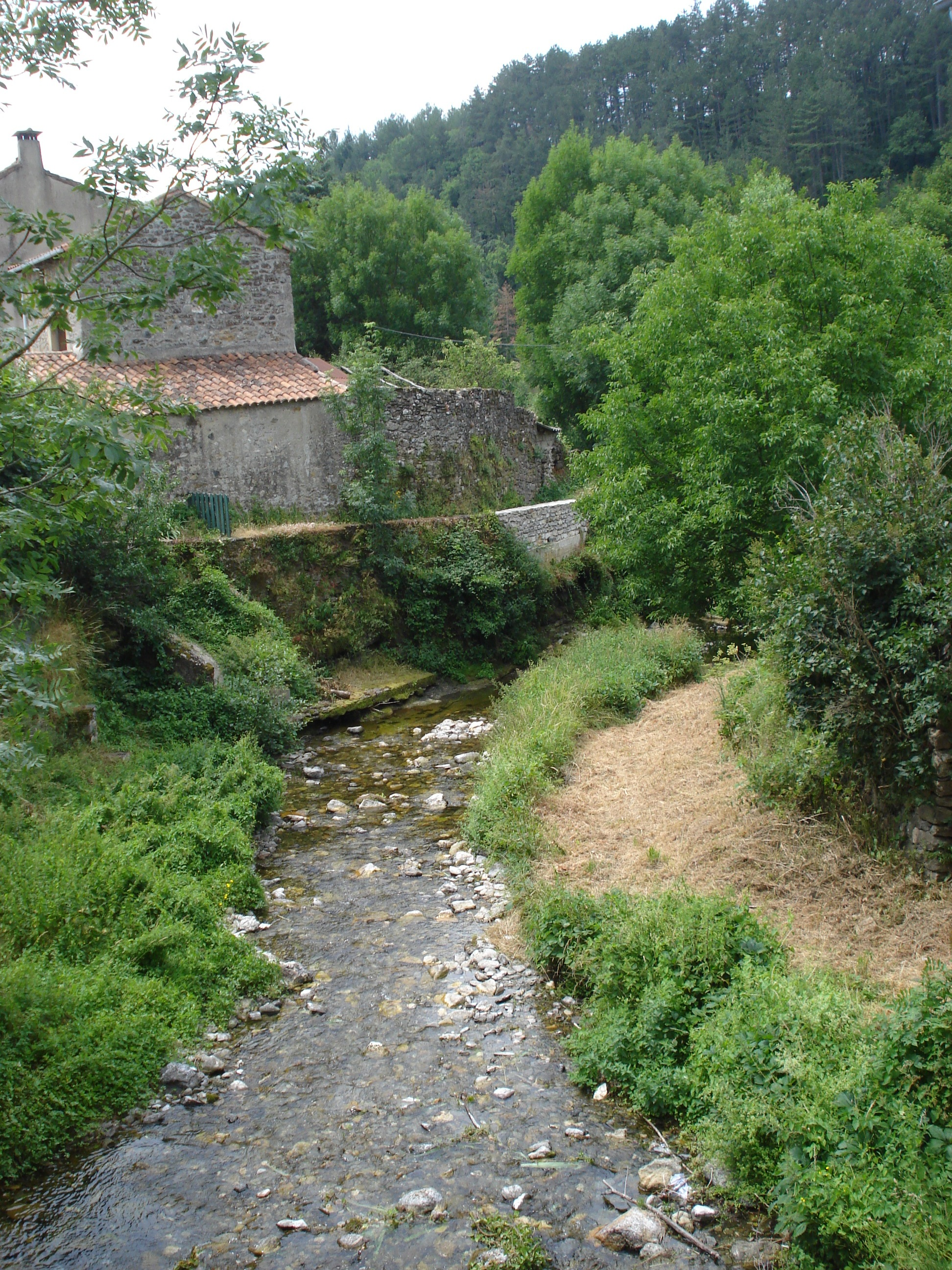
Река Вис в Альзоне